# Дубриничі (зупинний пункт)
Дубри́ничі — пасажирський залізничний зупинний пункт Ужгородської дирекції Львівської залізниці.
Розташований у селі Дубриничі, Перечинський район Закарпатської області на лінії Самбір — Чоп між станціями Дубриничі (1 км) та Перечин (9 км).
Станом на серпень 2019 року щодня чотири пари електропотягів прямують за напрямком Сянки — Мукачево.